# آرون اولسون (دوچرخه‌سوار)
آرون اولسون (انگلیسی: Aaron Olsen؛ زادهٔ ۱۱ ژانویهٔ ۱۹۷۸ ‏(۴۷ سال)) دوچرخه‌سوار اهل ایالات متحده آمریکا است.
وی در تیم‌هایی همچون سونیر دوال-پرودیر و اچ‌تی‌سی-هایرود عضویت داشته اشت.